# 太田為三郎
太田為三郎（おおた ためさぶろう、元治元年（1864年） - 昭和11年（1936年）は、明治・大正・昭和期の図書館員、司書。

## 来歴・人物
明治20年（1887年）に大村中学校（長崎県、現県立大村高校）に英語教員として赴任する。
明治22年（1889年）に4月10日より東京図書館に勤務、明治24年（1891年）に司書となる。図書館に勤務するかたわら、明治34年（1901年）に『日本随筆索引』の編纂を行う。以降、『帝国地名辞典』の編纂の他、版の改訂にも取り組んだ。明治45年（1912年）より図書館事項講習会にて目録編纂法の講師を担当し、後進の育成に携わる。
大正3年（1914年）台湾総督府図書館の嘱託となり、大正5年（1916年）台湾総督府図書館2代目館長に就任する。
大正10年（1921年）に帰国後、東京商科大学（現一橋大学）予科講師（嘱託）に就任し、昭和3年に退職するまで同図書館に勤務した。なお、大正10年-大正12年には図書館幹事に就任している。

## 著書
- 『日本隨筆索引』(東陽堂 1901年)
- 『帝国地名辞典』(三省堂 1912年)
- 『日本随筆索引』(岩波書店 1926年 増訂版)
- 『内外主要図書館要覽』(日本図書館協会 1930年)
- 『和漢図書目録法』(図書館短期大学同窓会橘会 , 日本図書館協会 (発売) 1971年) 芸艸會叢書 第1篇